# Relle Gabriella
Relle Gabriella (eredetileg Reich, férjezett nevén Grosz Mihályné) (Budapest, Erzsébetváros, 1902. október 22. – Budapest, Terézváros, 1975. március 9.) opera-énekesnő (szoprán).

## Élete
Reich Ármin ügynök és Fischer Eugénia lánya. A Zeneakadémián tanult Georg Anthes, Szabados Béla és Vadnai Frida növendékeként. 1924. június 6-án, főiskolásként lépett először az Operaház színpadára Elza szerepében Wagner Lohengrinjében. Négy hét múlva, július 1-jén rendes tagnak szerződtették. Az első időktől főszerepeket énekelt. 1928-ig volt a társulat tagja. Tosca szerepében 1930-ban mutatkozott be a berlini Staatsoperben, ahol ezt követően rendszeresen fellépett. Elsősorban Puccini operáiban érvényesült, de Wagner-szerepekben is kiemelkedő alakításokat nyújtott.  1939-től a második zsidótörvény miatt csak az Országos Magyar Izraelita Közművelődési Egyesület (OMIKE) operaelőadásain énekelhetett. 1945 és 1949 között ismét az Operaház tagja lett. Koncerteken később is fellépett.
2018-ban posztumusz örökös tag címet kapott az Operától.
Első férje Radó Béla kereskedő volt, akivel 1925. július 28-án kötött házasságot Budapesten, 1928-ban váltak el. Az anyakönyvek szerint 1938-ban katolizál, de érdekes módon egy évvel később ismét felveszi az izraelita vallást. 1940. július 3-án Budapesten férjhez ment Grósz Manó (Mihály) műépítészhez, akivel együtt élt annak 1961-ben bekövetkezett haláláig.

## Főbb szerepei
- Halévy: A zsidónő – Recha
- Lehár Ferenc: A mosoly országa – Liza
- Pietro Mascagni: Parasztbecsület - Santuzza
- Wolfgang Amadeus Mozart: Così fan tutte - Dorabella
- Puccini: Manon Lescaut – címszerep
- Giacomo Puccini: Bohémélet - Mimi
- Giacomo Puccini: Tosca - Tosca
- Giacomo Puccini: Turandot - Liu
- Giuseppe Verdi Rigoletto - Gilda
- Wagner: A bolygó hollandi – Senta
- Wagner: Tannhäuser – Vénusz
- Richard Wagner: A nürnbergi mesterdalnokok - Éva
- Richard Wagner: A walkür - Sieglinde; Helmwige
- Carl Maria von Weber: A bűvös vadász – Agathe